# Цельнозерновая мука
Цельнозерновая мука производится из цельного зерна и содержит отруби, в отличие от так называемой белой муки, производящейся только из части зерна после удаления из него внешней оболочки и зародыша, путём очистки и шлифования.
Иногда этот термин используют для обозначения муки грубого помола, что семантически не совсем верно, поскольку для цельнозерновой муки важна только цельность исходного зерна, а не степень измельчения.

## История
Традиционно считается, что изначально — в глубокой древности — зёрна злаков после их измельчения на различных приспособлениях (зернотёрках, ступах, жерновах) тут же, без просеивания, сразу же пускали в дело: варили кашу, пекли хлеб. Однако существуют письменные источники, из которых доподлинно известно, что уже в древнем Риме для выработки различных сортов муки использовались сита из конского волоса. В России вплоть до начала XX века на многих старых мельницах осуществляли разовый помол зерна, а разделения на сорта производили непосредственно потребители такой муки: в булочных, в пекарнях, либо самостоятельно в домашних условиях. Однако это было редкостью; даже на самых примитивных ветряных либо водяных мельницах производился отбор крупных отрубей (внешних оболочек зерна). Но и цельнозерновая мука тогда и позже находила своё применение, как у беднейших сословий, так и у народов с неразвитой культурой производства.
До недавнего времени, а именно в советский период, цельнозерновую муку получали на молотковых дробилках, штифтовых измельчителях, дезинтеграторах, вальцовых станках. Она находила своё применение в комбикормовой промышленности — для производства комбикормов и питания домашних животных. Более известна она была под названиями «мука фуражная», «мука кормовая». Применялась она также для производства зернового спирта, приготовления барды.
В настоящее время цельнозерновые продукты распространены в среде последователей здорового образа жизни, натуропатов, в различных системах диетического питания.
Всемирная организация здравоохранения считает цельные злаки (из которых производится и цельнозерновая мука), вместе с овощами, фруктами и бобовыми, основой здорового питания.

## Свойства цельнозерновой муки
Цельнозерновая мука характеризуется высоким содержанием частиц периферийных оболочек зерновки и зародыша, которые и определяют её отличительные физико-химические свойства:
- повышенное содержание минеральных веществ (зольность);
- общую невыравненность по крупности всех частиц;
- высокую заражённость микроорганизмами;
- повышенное содержание жирных кислот и пищевых волокон.

## Достоинства цельнозерновой муки
В оболочке зерна содержатся: клетчатка, витамины B и E, минеральные вещества и микроэлементы (такие, как железо и марганец), белки. В отличие от белой муки, которая содержит только внутреннюю часть зерна (крахмал), цельнозерновая мука считается более полезной.

## Применение цельнозерновой муки в домашней выпечке
Такая мука отлично подходит для изготовления блинов, оладий, пирожков, так как обладает более насыщенным вкусом, красивым желтоватым оттенком. При выпечке хлеба из белой муки в домашних условиях цельнозерновую можно добавить для улучшения вкусовых качеств хлеба. Стоит учесть то, что цельнозерновая мука, вероятно, сделает хлеб плотнее. Однако хлеб, состоящий только из цельнозерновой муки будет наиболее полезным и питательным. Именно таким хлебом питались наши предки.

## Доступность в продаже
От страны к стране меняется как объём предложения, так и спрос на цельнозерновую муку. В России такая мука неправильно считается «элитарной», цены на неё могут быть завышены. Однако в некоторых регионах появляются новые бренды, а также частные производители, предлагающие эту муку по сравнительно низкой цене (чаще даже ниже стоимости обычной муки). У частных производителей мука часто гораздо лучшего качества, так как: это чаще всего свежесмолотое зерно, используются каменные жернова, мука с которых обладает лучшими, по сравнению с вальцевым помолом, хлебопекарными свойствами
Цельнозерновую муку можно производить и самостоятельно в домашних условиях, например с помощью кофемолки.